# Sala Santa Rita

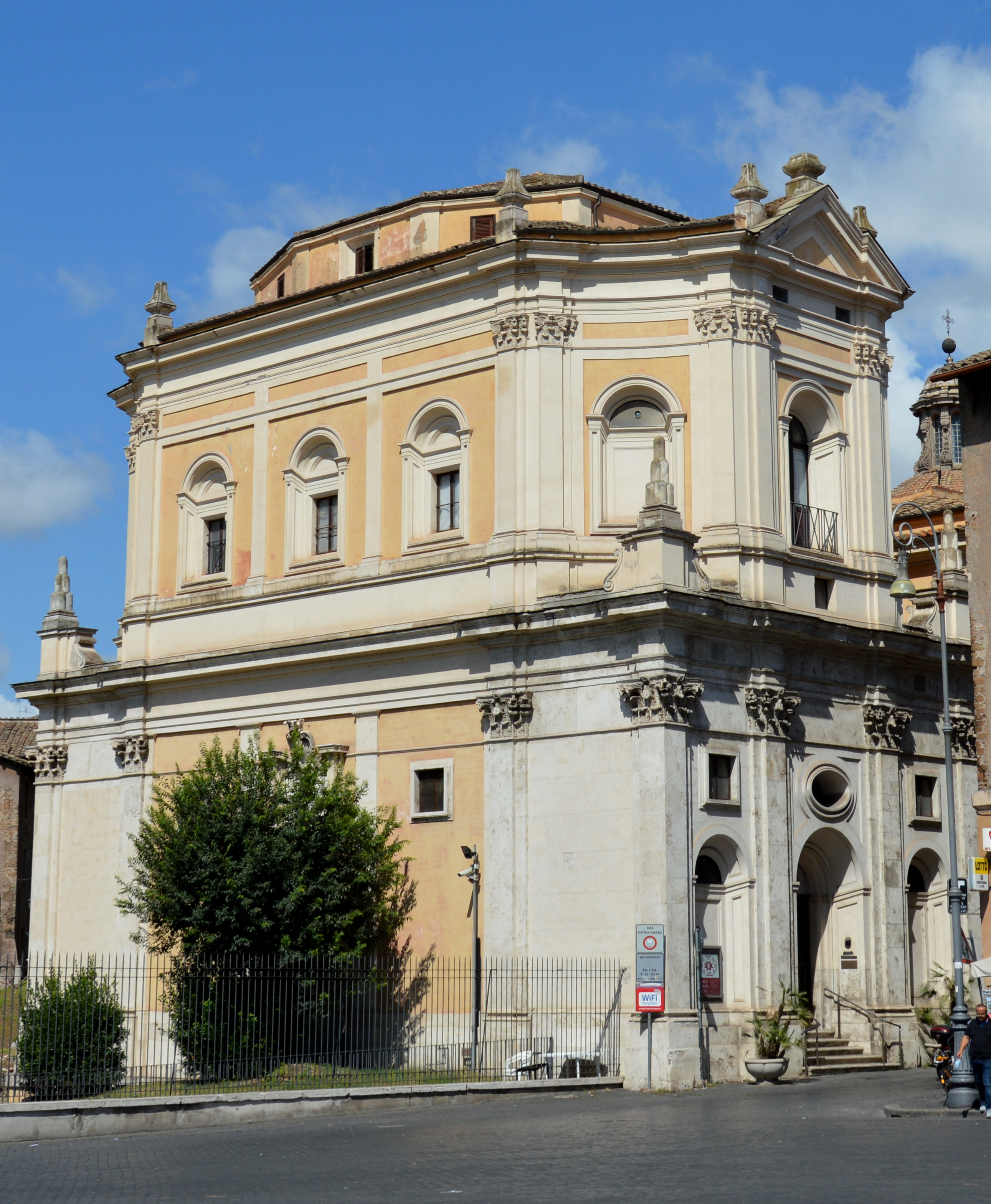
Sala Santa Rita, 2018

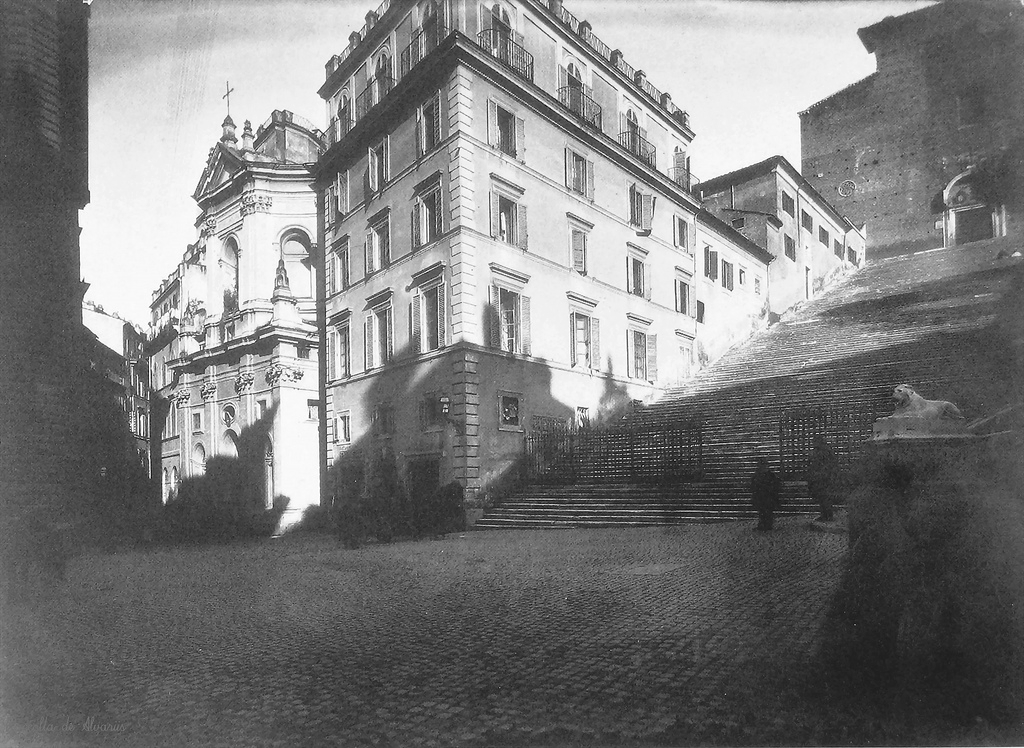
Ehemaliger Standort nördlich der Treppe zur Santa Maria in Aracoeli, 1887

Die Sala Santa Rita, eine profanierte ehemals katholische Kirche in der italienischen Hauptstadt Rom wird heute als Kulturzentrum genutzt.

## Lage
Das Gebäude befindet sich in der Innenstadt im Rione Sant’Angelo auf der Südseite der Via Montanara an deren Einmündung auf die östlich verlaufende Via del Teatro di Marcello. Etwas weiter südlich steht das Marcellustheater.

## Architektur und Geschichte
Der barocke Kirchenbau entstand um das Jahr 1653 nach Plänen des Architekten Carlo Fontana an der Stelle einer mittelalterlichen Kirche S. Biagio de Mercato oder de Mercatello. Er befand sich allerdings nördlich ihres heutigen Standorts nahe der Treppe zur Santa Maria in Aracoeli. Die im Inneren achteckig ausgeführte Kirche wurde unter Papst Alexander VII. Sitz der Bruderschaft S. Spina della Corona di Nostro Signore Gesù Cristo, hinzugefügt wurde später der Name Santa Rita da Cascia.
Im Zuge des Baus der Via del Mare, der heutigen Via del Teatro di Marcello, wurde die Kirche im Jahr 1928 abgebaut. Von 1937 bis 1940 erfolgte ihr Wiederaufbau am heutigen Standort. Im Jahr 1952 gelangte das Gebäude an die Ordensgemeinschaft der Söhne der göttlichen Vorsehung. Ab 1990 erfolgte dann eine Nutzung für kulturelle Veranstaltungen und Ausstellungen durch die Stadt Rom, bis 2001 eine Schließung wegen Restaurierungsarbeiten erfolgte. Die Restaurierungen begannen bereits 1999 und zogen sich bis Mitte 2003 hin. Die Außenfassaden wurden dabei gereinigt und die ursprüngliche Farbgebung wieder hergestellt. Auch das Kirchenschiff und die oberen Räume des Gebäudes wurden restauriert. Das Schiff war zuvor durch herabfallende Teile und Putz unbenutzbar gewesen. Auch Stuckarbeiten und Dekorationen aus dem 17. Jahrhundert, die zum Teil die Umsetzung der Kirche überstanden hatten, wurden restauriert.